# Parafia św. Stanisława Kostki w Tywoni
Parafia św. Stanisława Kostki w Tywoni − parafia rzymskokatolicka znajdująca się w archidiecezji przemyskiej, w dekanacie Jarosław I. 

## Historia
Wieś Tywonia powstała przed 1387 rokiem. W 1594 roku Anna Ostrogska przekazała folwark w Tywoni jarosławskim jezuitom. W XVII wieku w szkole jezuickiej rozwinął się kult św. Stanisława Kostki, a wierni pielgrzymowali do kaplicy pw. św. Stanisława Kostki znajdującej się na polach Tywoni. W latach 1777–1944 folwarkiem zarządzali Siemińscy. W 1865 roku zbudowano murowaną kaplicę. W latach 1943–1945 w kaplicy posługiwał ks. Aleksander Ferdorowicz.
W 1949 roku dekretem bpa Franciszka Bardy została erygowana ekspozytura, z wydzielonego terytorium parafii Jarosław-Kolegiata. W latach 1978–1979 zbudowano obecny murowany kościół, według projektu arch. H. Siegiela, który w 1979 roku został poświęcony przez bpa Ignacego Tokarczuka. W 1983 roku artysta Zygmunt Wigliusz wykonał polichromię. 
Na terenie parafii jest 1402 wiernych (w tym: Tywonia – 610, Maleniska część – 520, Szczytna – 188, Jarosław ul. Lotników – 80).
Proboszczowie parafii:
1945–1946. ks. Józef Bełch (administrator).
? –1957. ks. Stanisław Wlazło (ekspozyt).
1957– ?. ks. Józef Skomra (ekspozyt).
1974–2006. ks. Stanisław Bachta.
2006–2023. ks. prał. Franciszek Kida.
2023– nadal ks. Dariusz Styrna.